# RAM F1
 RAM Racing  va ser un constructor de cotxes de competició britànic que va arribar a disputar curses a la Fórmula 1.
L'equip va ser fundat per Mike Ralph i John Macdonald (dels qui va agafar les primeres lletres dels seus cognoms per formar el nom) l'any 1975 i va anar pujant categories fins a arribar a la F1.
Va debutar de la mà de l'escuderia Brabham, al GP d'Espanya, disputant trenta-dues curses com subministrador de motors entre les temporades 1976-1977 i 1980.
Ja com a constructor i equip propi va debutar al GP de Brasil de la temporada 1983.
L'equip va prendre part amb un total de setanta-tres monoplaces les curses de tres temporades consecutives (1983 - 1985), aconseguint una vuitena posició com millor classificació en una cursa i no assolint cap punt pel campionat del món de constructors.

## Resum
| Curses:  | Victòries: | Pòdiums: | Poles: | Voltes ràpides: | Punts: |
| -------- | ---------- | -------- | ------ | --------------- | ------ |
| 105 (73) | 0          | 0        | 0      | 0               | 0      |